# Tři vstupenky na 26.
Tři vstupenky na 26. (v originále Trois Places pour le 26) je francouzský hraný film z roku 1988, který režíroval Jacques Demy podle vlastního scénáře. Snímek měl světovou premiéru na Mezinárodním filmovém festivalu v Tokiu.

## Děj
Herec Yves Montand se vrací do svého rodného města Marseille, aby zde připravil show na své další mezinárodní turné. Všichni jeho fandové jsou nadšení, zvláště Marion, která sní o tom, že jednou bude sama vystupovat. Yves často myslí na Mylène, svou dětskou lásku, kterou opustil v Marseille, aby se mohl věnovat své kariéře v Paříži.

## Obsazení
| Yves Montand           | sám sebe             |
| Mathilda May           | Marinette de Lambert |
| Françoise Fabian       | Marie-Hélène         |
| Jean-Claude Bouillaud  | kapitán              |
| Antoine Bourseiller    | Fonteneau            |
| Christophe Bourseiller | Serge                |
| Geoffrey Carey         | Michael              |
| Sophie Castel          | recepční             |
| Katy Varda             | Alice                |
| Marie-Dominique Chayze | Nicole               |
| Raoul Curet            | ředitel hotelu       |
| Mathieu Demy           | Derderian            |
| Danielle Durou         | slečna Destain       |
| Patrick Fierry         | Toni Fontaine        |
| Paul Guers             | Max Leehman          |
| Bertrand Lacy          | Steve Larsenal       |
| Catriona MacColl       | Betty Miller         |
| Pierre Maguelon        | Marius Ceredo        |
| Christiane Minazzoli   | paní Simonot         |
| Carlo Nell             | Francis T            |
| Jacques Nolot          | Marcel Amy           |
| Jean-Louis Rolland     | Émile Audiffred      |
| Hélène Surgère         | knihkupkyně          |
| Georges Neri           | hlídač v přístavu    |
| Jean-Benoît Terral     | hlídač v hotelu      |